# Rajons de Ventspils
Le rajons de Ventspils est une ancienne division administrative de Lettonie, supprimée par la réforme administrative de 2009. Le district était situé en Courlande, au nord-ouest du pays, avec une ouverture sur la mer Baltique. Son chef-lieu était la ville de Ventspils.

## Population
Au recensement de 2000, le district comptait 14 620 habitants, dont :
- 13 144 Lettons, soit 89,9 % de la population
- 718 Russes (4,91 %)
- 246 Ukrainiens (1,68 %)
- 155 Lituaniens (1,07 %)
- 124 Biélorusses (0,87 %)
- 77 Polonais (0,53 %)
- 156 d'autres origines (1,07 %).

La population est donc à près de 90 % lettone, comme la quasi-totalité des districts de l'Ouest (Courlande). Les autres communautés sont allogènes, comprenant notamment des ressortissants issus de l'ex-URSS (Estoniens, Kazakhs, Moldaves, etc.), ainsi que des Roms et des Lives, une communauté autochtone.